# NGC 2121
NGC 2121 ist ein offener Sternhaufen im Sternbild Dorado in der Großen Magellanschen Wolke.
Das Objekt wurde am 9. Februar 1836 von John Herschel entdeckt.